# Морское торговое право Франции
Морско́е торго́вое пра́во Фра́нции (фр.  Droit commercial maritime de France) — составная часть французского коммерческого права, которая призвана регулировать в основном правоотношения, складывающиеся между лицами, которые занимаются коммерческой эксплуатацией морских судов, и лицами, которые пользуются услугами морских перевозчиков для перевозки различных грузов водным путём.
В отличие от многих других морских государств мира, во Франции долгое время не было ни Кодекса торгового мореплавания, ни какого-либо иного общего унифицированного нормативного акта, который бы регулировал морские коммерческие правоотношения. На протяжении многих десятилетий после отмены положений морского торгового права Книги II Коммерческого кодекса Франции 1807 г. эти правоотношения фактически регулировались отдельными специальными нормативно-правовыми актами, принимаемыми компетентными органами власти, или же отдельными положениями, содержащимися в общих и специальных французских кодексах, предназначенных для регламентации определённых видов деятельности.

## Сфера правоотношений, регулируемая французским морским торговым правом
Специфика торгового мореплавания такова, что в силу его характера с самого начала своего возникновения морское право было связано с действием международных правовых норм и обычаев, а также с установлением международных торговых правоотношений, регулирование которых осуществлялось в порядке, отличавшемся от национального режима торговли в конкретной стране. В. Н. Захватаев приводит в этом отношении характерный пример из Дигест Юстиниана (Диг. 14.2.9). Когда к римскому императору Антонину Пию обратился купец Евдемоний из Никомедии, жалуясь на то, что во время кораблекрушения в Икарии его ограбили, то тот ответил следующим образом: «Я владыка суши земной, морем же правит закон, и пусть все то, что касается дел морских, будет рассматриваться по законам родоссцев, в той мере, в какой это не противоречит никаким нашим законам» (ego orbis terrarum dominus sum, lex autem maris lege Rhodia de re nautica res iudicetur, quatenus nulla lex ex nostris et contraria est).
Тем не менее, несмотря на общую международную, по сути, природу норм морского торгового права (которое часто именуют общемировым морским правом, подчеркивая тем самым его универсальную международную природу), в каждой стране, где приняты нормы морского законодательства, они обладают целым рядом специфических национальных черт. Именно национальные правовые нормы устанавливают особенные правила и определяют сферу конкретных видов правоотношений, подлежащих регулированию морским правом. Разумеется, что французское морское право не является исключением в этом отношении. В нём также определены конкретные сферы правового регулирования так или иначе связанные с морской коммерческой деятельностью.
Как указывает В. Н. Захватаев в своем предисловии к книге «Коммерческий кодекс Франции», французское морское торговое право регулирует в основном следующие виды правоотношений:
- общая организация торгового флота, порядок создания и функционирования судоходных компаний с участием государства;
- деятельность ряда комиссий торгового флота, к которым относятся, например, национальная комиссия по вопросам морского найма, примирительная комиссия для разрешения коллективных трудовых споров работников торгового флота и т. п.;
- уставная деятельность и порядок её осуществления в компаниях торгового флота, наем рабочих и служащих морского флота;
- гигиена и безопасность труда в торговом флоте, а также при производстве работ по строительству и ремонту судов;
- финансовая помощь государства в области строительства судов гражданского флота;
- договоры страхования и деятельность по страхованию судов и грузов, перевозимых морским и речным транспортом (титул VII Книги I Страхового кодекса);
- определение задач, организации и порядка взаимного морского кредитования (в Валютно-финансовом кодексе);
- порядок занятия профессиональной деятельностью в области торгового и рыболовного флота, а также правила занятия лоцманским делом (то есть правила, связанные с проводкой морских судов); и, наконец,
- сфера деятельности, связанная с судном как транспортным средством, с его оснащением, государственной регистрацией, фрахтом, с договорами морской перевозки и т. п.

## Французские нормативно-правовые акты в области торгового мореплавания до 2010 г
С вступлением в силу Коммерческого кодекса Франции, принятого под эгидой Наполеона в 1807 г. наряду с четырьмя другими кодексами, разработанными в эту эпоху, французские правоотношения в области морской торговли регулировались положениями морского торгового права, содержавшимися в Книге II этого Кодекса, который действовал в общей сложности почти два века.
Со временем, однако, Кодекс 1807 г. начал устаревать. Его нормы, статьи и даже целые разделы постепенно отменялись и заменялись отдельными нормативно-правовыми актами, отвечавшими требованиям времени. Все это привело к тому, что Кодекс в конце концов стал напоминать пустую законодательную оболочку, почти полностью лишенную какого-либо ощутимого нормативно-правового содержания.
Как бы то ни было, к моменту вступления в действие нового Коммерческого кодекса Франции, принятого в 2000 г., и на протяжении последующих десяти лет после этого наиболее фундаментальными нормативно-правовыми актами, регулировавшими вышеприведенные отношения в этой стране, были: (1) Закон № 66-420 от 18 июня 1966 года «О договорах фрахтования и морской перевозки»; (2) Закон № 67-5 от 3 января 1967 года «О статусе судов и иных морских плавающих средств»; (3) Закон № 67-545 от 7 июля 1967 года «О происшествиях на море»; и (4) Закон № 69-8 от 3 января 1969 года «О судовладении и о морских продажах».

## Транспортный кодекс Франции 2010 г., его структура и содержание
Положение дела в области регулирования морских торговых правоотношений (равно как и правоотношений в области транспортного права в целом) коренным образом изменилось в конце 2010 г., когда во Франции в рамках положения об упрощении права и облегчения процесса, предусмотренного в ст. 92 Закона № 2009—526 от 12 мая 2009 г., был принят новый свод законов, призванный регулировать всю сферу французских транспортных правоотношений, — Транспортный кодекс (Code des transports de France).
Принятый Кодекс, вобравший в себя положения целого ряда законов, объединил, в том числе, положения следующих четырёх французских кодексов: Авиационный кодекс, Кодекс законов о плавании во внутренних водах и о речном транспорте, Кодекс законов о пенсионном обеспечении французских моряков коммерческого флота, рыболовного флота и моряков судов рекреационного назначения и Кодекс законов о морских портах.
Транспортный кодекс был обнародован в Официальном бюллетене Французской Республики 3 ноября 2010 г. на основании Ордонанса № 2010—1307 от 28 октября 2010 г. «О законодательной части Транспортного кодекса» и вступил в силу с 1 декабря 2010 г. С принятием этого Кодекса основные правоотношения в области морской коммерции Франции стали регулироваться положениями его части пятой, куда были включены нормы морского торгового права.
В настоящее время Транспортный кодекс Франции 2010 г. (вернее, его действующая законодательная часть) представляет собой сборник принятых французским Парламентом правовых норм, объединяющий в себе фактически пять кодексов, призванных регулировать правоотношения в пяти сферах коммерческой деятельности, так или иначе связанных с перевозками грузов и пассажиров.
Часть первая Транспортного кодекса представляет собой систематизированное изложение общих принципов и правовых норм, которые применяются ко всем видам транспортных правоотношений, возникающих на территории Франции. Здесь же предусмотрены и правила, регламентирующие права, обязанности, функции и задачи государства, его органов и служб в области организации и деятельности как всей французской транспортной системы, так и отдельных её видов.
В части первой содержатся общие положения транспортного права; принципы организации французской транспортной системы; положения, применяющиеся к транспортным организациям и к их работникам; требования к специалистам, работающим во французской транспортной системе; нормы о договорах, заключаемых транспортными организациями, и об их необходимом содержании; правила об инфраструктуре транспортных организаций, о мерах безопасности на транспорте; положения, касающиеся нарушений в транспортной сфере (включая положения о борьбе против терроризма, злоупотребления алкоголем и использования наркотических средств).
Часть вторая Транспортного кодекса содержит нормы права в области железнодорожного транспорта и железнодорожных перевозок; часть третья — в области сухопутного транспорта и дорожных перевозок; часть четвёртая — в области внутренних водных перевозок и речного транспорта; часть пятая — в области морского транспорта и морских перевозок; часть шестая — в области авиационного транспорта и авиационных перевозок.
Транспортный кодекс насчитывает в общей сложности 2200 статей. Нумерация статей в каждой части Кодекса начинается с новой тысячи, которой предшествует латинская буква ‘’L’’, которая является первой буквой французского слова ‘’loi’’ («закон») и которая в данном случае означает, что содержащиеся в статье нормы права носят законодательный характер. Так, например, статья первая части первой Кодекса имеет L. 1000-1, а статья первая части шестой Кодекса имеет номер L. 6000-1.
Вообще, надо сказать, Транспортный кодекс Франции 2010 г., соединивший в себе нормы права, действующие в пяти сферах транспортных правоотношений, получился довольно объемным. Вероятно, основной причиной, вызвавшей сведение такого количества нормативно-правового материала в единый кодекс, послужило то обстоятельство, что таким путём французский законодатель принял меры к устранению необходимости дублирования общих норм, которые, в противном случае, пришлось бы предпосылать каждому из пяти кодексов, если бы их принимали отдельно.

## Структура и содержание части пятой Транспортного кодекса Франции
Помимо изложенных выше общих норм права, содержащихся в части первой Транспортного кодекса Франции, правоотношения в сфере морской коммерческой деятельности регулируются положениями его части пятой, которые сгруппированы в нижеследующих семи Книгах.
Книга первая — судно. В Книге первой предусмотрены вопросы, касающиеся регулирования общего статуса судов, их идентификации, французской национальной регистрации, строительства, режима права собственности на них, обязанностей по их страхованию. Здесь же содержатся общие положения об авариях и их видах, о возмещениях, выплачиваемых в случае происшествия чрезвычайных событий на море, положения, регулирующие абандон судов, последствия, сопряженные с их крушением, и т. п.
Книга вторая — морское судоходство. Эта Книга предусматривает положения о праве на мирный проход иностранных судов через французские территориальные морские воды, о порядке фиксации правонарушений, допускаемых такими судами, об уголовно-правовых санкциях за такого рода правонарушения, о судовых документах (включая судовую роль), положения о праве на эксплуатацию судна, о безопасности судов и о предотвращении загрязнения ими окружающей среды, о правонарушениях в области безопасности мореплавания и загрязнения окружающей среды, о чрезвычайных событиях на море, об оказании помощи судну и о спасательных операциях, об управление судами, имеющими рекреационное назначение, и т. п.
Книга третья — морские порты. В этой книге содержатся общие положения о морских портах, о крупных морских портах, об автономных портах, о портах местного значения и об их объединениях, о правах и обязанностях администрации портов и государства в целом. Здесь же предусмотрены правила безопасности в деятельности портов, порядок приема и выпуска морских судов, санкции за нарушение правил портовых операций, порядок деятельности портовых служб, контроль над различными портовыми операциями и т. п.
Книга четвертая — морские перевозки. В данной Книге предусмотрены правила, касающиеся судовладельцев и их агентов, капитана судна, фрахтователей и грузополучателей, перевозки пассажиров и грузов, договоров перевозки пассажиров и грузов, коносаментов, порядка фрахтования судов, договоров фрахтования и их различных видов, морских продаж и их видов. Здесь также содержатся специальные положения, касающиеся некоторых специальных видов морских перевозок (в том числе и перевозок сырой нефти), правовые положения, применяющиеся в чрезвычайных ситуациях, и т. п.
Книга пятая — моряки. Эта Книга самая объемная в рассматриваемой части Кодекса. Она содержит общие положения, касающиеся моряков, экипажа, требований, предъявляемых к его членам (в том числе и требований, касающихся гражданства плавсостава), правила о расследовании нарушений, допущенных членами экипажа, об уголовно-правовых санкциях, о нормах о судовой дисциплине, о дисциплинарных проступках, о специальных санкциях за их совершение, положения о последствиях неподчинения старшим по званию, о последствиях невыполнения обязанностей или совершения членами экипажа заговора, о злоупотреблении должностными лицами своими властными полномочиями, о незаконном присутствии лиц или имущества на борту судна.
Здесь же содержатся специальные положения, касающиеся военного персонала судов, трудовых правоотношений, условий трудового договора и его заключения, испытательного срока, выполнения договорных условий, общих обязанностей нанимателя и нанимаемых им матросов.
В этой же Книге предусмотрены положения, действующие в случае заболевания матросов или получения ими травм, специальные положения, касающиеся капитана и руководящего состава экипажа, правила о продолжительности рабочего времени и судовой вахты, о порядке отдыха (в том числе и на рыболовных судах), о коллективных трудовых спорах, об оплате труда моряков, о полагающихся им льготах, о порядке определения заработной платы моряков, о защите их права на заработную плату. Существуют в этой Книге и положения, связанные со смертью или пропажей моряков, с мерами уголовного наказания, правила, касающиеся молодых работников, порядка осуществления контроля над выполнением работодателем законодательства о труде, социальной защиты моряков и т. п.
Книга шестая — французский международный регистр. В книгу шестую рассматриваемой части Кодекса включены правила французского международного регистра, нормы касающиеся категорий судов и плавсостава судна, порядка найма членов команды и т. п. Здесь предусмотрены и требования к содержанию договора найма, к прекращению трудовых правоотношений, к порядку репатриации моряков, к индивидуальным и коллективным трудовым соглашениям, заключаемым с моряками, к продолжительности труда моряков, к организации их труда, ко времени отдыха и к выходным дням моряков, к оплачиваемым отпускам моряков, к разрешению трудовых споров плавсостава, к мерам социальной защиты плавсостава и т. п.
Книга седьмая — положения, касающиеся заморских территорий. Седьмая книга представляет собой собрание различных поправок к положениям морского права шести предшествующих Книг, действующих на заморских территориях Франции, в состав которых, в частности, входят: Гваделупа, Французская Гвиана, Мартиника, Реюньон, Майотта, Сен-Бартелеми, Сен-Мартен, Сен-Пьер и Микелон, Новая Каледония, Французская Полинезия, Уоллис и Футуна, а также Французские Южные и Антарктические территории.

## Положения прежних нормативных актов в области морского права и части пятой Транспортного кодекса Франции
Следует заметить, что хотя Транспортный кодекс Франции (включая, в частности, его часть пятую) является, с технической точки зрения, новым французским нормативно-правовым актом, сравнительный анализ представленных в нём правил показывает, что они практически не содержат каких-либо законодательных новелл. В действительности они мало чем отличаются от тех правовых норм, которые существовали в нормативных актах, действовавших до 1 декабря 2010 г. В практическом отношении новый Кодекс представляет собой лишь результат консолидации и систематизации действующих французских правовых норм.
Это обстоятельство фактически подтверждается и тем очевидным фактом, что Транспортный кодекс Франции, будучи официально обнародованным 3 ноября 2010 г., вступил в силу уже через 27 дней. Само собой разумеется, что, с точки зрения нынешних принципов французского законотворчества, требующих предварительной осведомленности граждан относительно предъявляемых к ним правовых требований, такое быстрое введение в действие Кодекса было бы совершенно недопустимым, если бы он содержал какие-либо серьёзные нововведения, которые потребовали бы значительного времени для соответствующего предварительного ознакомления всех участников правоотношений морского торгового права, равно как и французских правоприменительных органов.
По этой причине освещенные в правовой литературе последних лет положения, касающиеся специфики французского морского торгового права и правил мореплавания, статуса судов (включая ядерные), участников морских торговых правоотношений (включая членов экипажа), страхования, фрахтования и субфрахтования судов, договоров морской перевозки, коносаментов, происшествий и оказания помощи на море, аварий, разверстки убытков при морских авариях, ответственности перевозчика, прав собственности на суда, их регистрации, ареста судов, их принудительной продажи, лоцманов, портов, грузовых предприятий, морских правонарушений и санкций за них, а также всех иных вопросов французского морского коммерческого права, практически целиком сохраняют свою актуальность. Равным образом, сохраняют свою прежнюю силу и все многосторонние и двухсторонние договоры Франции в области торгового мореплавания, поскольку эти договоры не претерпели никаких изменений в связи с предпринятой кодификацией.

## Французские суды, рассматривающие споры в области морского торгового права
В завершение темы заметим, что все споры в области морского торгового права и коммерческого мореплавания во Франции рассматриваются в обычном порядке, то есть действующими коммерческими судами или же арбитражными судами (при наличии арбитражного соглашения), включая Парижскую морскую арбитражную палату, учрежденную в 1966 г.
Между тем следует обратить внимание на то, что существующий во Франции морской коммерческий суд, несмотря на своё наименование, в эту категорию судебных органов не входит, поскольку в его компетенцию входит рассмотрение не коммерческих или гражданских исков, а уголовных дел, связанных с деяниями, предусмотренными нормами Уголовного кодекса Франции. Такое наименование суда, способное ввести непосвященных в заблуждение, объясняется лишь тем, что первоначально в его компетенцию входило рассмотрение только тех дел, которые касались моряков, нанимавшихся на работу на коммерческих судах.